# Afaki
Afaki är ett begrepp som beskriver ett öga som saknar en naturlig lins. Pseudoafaki anger att ögat har en konstgjord lins som satts in kirurgiskt (till exempel vid katarakt). Afaki leder till förlust av förmåga till ackomodation, hög grad av översynthet (hyperopi) och en djup främre kammare. Komplikationer kan leda till avlägsnande av glaskroppen eller näthinnan och glaukom.
Personer med afaki har relativt små pupiller och deras pupiller vidgas i mindre grad.

## Orsaker
Kirurgiskt avlägsnande av en lins, främst vid kataraktkirurgi, är den vanligaste orsaken till afaki. Spontan traumatisk absorption eller medfödd frånvaro av linsmaterial är sällsynt. Traumatisk subluxation eller förskjutning av en lins kan orsaka det.

## Symtom och tecken
- Hypermetropi: Utan linsens fokuseringskraft blir ögat väldigt framsynt.
- Förlust av ackomodation: Eftersom linsen och dess zonuler är ansvariga för att justera synfokus till olika avstånd, kommer patienter med afakia att ha en total förlust av ackomodation.
- Defekt syn: Hög grad hypermetropi och total förlust av boende orsakar defekt syn för både avstånd och nära.
- Cyanopsi: Frånvaro av lins orsakar cyanopsi eller blå syn..[1] Some individuals have said that they perceive ultraviolet light, invisible to those with a lens, as whitish blue or whitish-violet.[5][6]
- Erytropi: Ibland verkar föremål rödaktiga.[1]
- Djup främre kammare: Eftersom linsen är frånvarande kommer den främre kammaren att vara djup.
- Iridodones:[1] Iridodones är irisens vibration eller upprörda rörelse vid ögonrörelse.
- Purkinje-testet visar bara två bilder; reflektionen från främre och bakre hornhinneytor.[1]
- Iridektomimärke kan ses vid kirurgisk afaki.[7]
- Astigmatism: Astigmatism med regeln på grund av hornhinnesårläkning kan förekomma vid kirurgisk afaki, främst efter ICCE eller ECCE.[7]

### Komplikationer
Huvudkomplikationer av kirurgisk afaki kan vara:
- Glasögonintolerans: På grund av bildförstoring (upp till 30 procent), optisk aberration, prismatisk effekt och ambulerande ringskoptom tolereras glasögon inte väl av aphakiska patienter.[8] På grund av hög anisometropi kan glasögonkorrigering i uniokulär afaki orsaka diplopi.[8]
- Glaukom: Sekundär vinkelförslutningsglaukom kan uppstå på grund av glasaktigt framfall.[9]
- Näthinneavlossning.[10]
- Aphakisk bullös keratopati.[8]

## Behandling
Aphakia kan korrigeras genom att bära glasögon, kontaktlinser, konstgjord linsimplantation eller korrigering av brytning genom hornhinneoperation. Öga med konstgjorda linser beskrivs som "pseudofakiska".